# Ospedale universitario AHEPA
L'ospedale universitario AHEPA di Salonicco (Πανεπιστημιακό Νοσοκομείο ΑΧΕΠΑ), conosciuto anche come AHEPA Hospital, è uno dei più grandi ospedali della Grecia del nord, famoso in tutto il Paese.
Legato strettamente all'Università Aristotele di Salonicco (Αριστοτέλειο Πανεπιστήμιο της Θεσσαλονίκης), è situato all'interno della vasta zona universitaria. Oltre a essere un importante ospedale universitario, è parte del sistema sanitario nazionale greco (ESY).
L'ospedale universitario AHEPA è stato fondato nel 1947 con il supporto economico dell'AHEPANS (American Hellenic Educational Progressive Association), un'organizzazione per gli scambi culturali greco-statunitensi.